# Free Thought and Official Propaganda
Free Thought and Official Propaganda (Pensée libre et propagande officielle) est un discours (et une publication ultérieure) prononcé en 1922 par Bertrand Russell. Il porte sur l'importance de la liberté d'expression dans la société, et sur le problème de l'État et de la classe politique qui en est un acteur majeur notamment par le contrôle de l'éducation, des amendes, l'effet de levier économique et la distorsion des preuves.

## Liberté d'expression
Russell commence par décrire l'utilisation courante du terme « libre pensée » comme signifiant que l'on n'accepte pas la croyance aveugle dans la religion populaire d'une région, ou idéalement de n'importe quelle religion. Il poursuit en disant qu'un type plus important et global de libre pensée est de ne pas être soumis à une quelconque pression pour croire à des idées spécifiques, et que l'on soit autorisé à avoir et à exprimer n'importe quelle opinion sans sanction.
Il remarque que cela n'est autorisé dans aucun pays, à l'exception peut-être de la Chine à cette époque. On ne pourrait pas, par exemple, immigrer aux États-Unis sans jurer qu'on n'est pas anarchiste ou polygame, et une fois à l'intérieur on doit ne pas être  communiste. En Grande-Bretagne, il ne faut pas exprimer son désaccord avec le christianisme et au Japon avec le shintoïsme.
Russell remarque également que des pays comme ceux-ci peuvent se considérer comme ayant la liberté d'expression, mais que certaines idées sont si manifestement « monstrueuses et immorales » qu'une telle tolérance ne s'applique pas à elles. Mais, souligne-t-il, c'est exactement ce même point de vue, ce refus d'appliquer la liberté de pensée à des idées considérées comme « monstrueuses et immorales », qui a permis la torture pendant l'Inquisition.
Russell décrit ensuite des incidents personnels qui illustrent le manque de liberté d'expression.
1. La première est que son père était un libre penseur (agnostique ou athée), qui s'était arrangé pour qu'à l'âge de trois ans, Bertrand soit élevé en tant que libre penseur alors que lui-même était mourant, mais que les tribunaux avaient annulé ce choix et avaient exigé que l'enfant soit élevé en tant que chrétien.
2. En 1910, Russell n'a pas reçu la nomination du Parti libéral au Parlement lorsque le cercle restreint du parti a appris qu'il était agnostique[1].
3. Lorsqu'il est devenu chargé de cours au Trinity College de Cambridge, Russell n'a pas été autorisé à devenir « fellow » (à avoir un poste permanent) parce que l'« establishment » de l'université ne voulait pas ajouter un vote « anticlérical » à la direction de l'université. Lorsque Russell a par la suite exprimé son opposition à la Première Guerre mondiale, il fut renvoyé.

Cette répression par la classe politique, note Russell, ne se limite pas à la religion. Les partisans de l'amour libre ou du communisme sont encore plus mal traités.

## Volonté de douter
Ensuite, Bertrand Russell décrit l'importance de la volonté de douter. En 1896, le philosophe américain William James avait écrit sur la volonté de croire, et Russell s'en sert comme d'un argumentaire  adverse pour exprimer sa propre position opposée. James a affirmé que même sans preuves (ou avec des preuves contradictoires), on pourrait toujours simplement choisir de croire en une chose – il cite le christianisme – simplement parce que l'on pense que cette croyance a des conséquences bénéfiques.
Russell, avec Alfred Henry Lloyd et d'autres, y répond en décrivant la « volonté de douter » (« will to doubt »), le choix de rester sceptique parce que c'est la position la plus logique et rationnelle qui conduira à comprendre plus de vérité, tandis qu'une « volonté de croire » (« will to believe ») va inévitablement lier quelqu'un à des contrevérités d'une manière ou d'une autre. « Aucune de nos croyances n'est tout à fait vraie ; toutes comportent un certain nombre d'imprécisions et d'erreurs. Les méthodes pour augmenter le degré de vérité dans nos croyances sont bien connues ; elles consistent à entendre toutes les parties, à essayer de vérifier tous les faits pertinents, à contrôler notre propre parti pris en discutant avec des personnes qui ont le parti pris opposé, et à cultiver une volonté d'écarter toute hypothèse qui s'est avérée inadéquate ».
Comme exemple des avantages de ce type de scepticisme réel, Russell décrit le renversement par Albert Einstein de la sagesse conventionnelle de la physique à cette époque, la comparant à Darwin contredisant les littéralistes bibliques du siècle précédent.
Et, demande Bertrand, si au lieu de renverser la physique, Einstein avait proposé quelque chose d'aussi nouveau dans le domaine de la religion ou de la politique ? 
En supposant que le besoin de doute rationnel ou de faillibilisme est considéré comme important, Russell poursuit en abordant la question de savoir pourquoi la certitude irrationnelle est si courante. Il dit que c'est en grande partie à cause de trois facteurs.
- Éducation : Au lieu que l'éducation publique soit utilisée pour enseigner aux enfants des attitudes d'apprentissage saines, elle est utilisée à l'opposé, pour endoctriner les enfants avec des dogmes, souvent manifestement faux, voire connus pour être faux par les responsables qui imposent l'éducation[3].
- Propagande : Après avoir appris à lire mais pas à peser les preuves et à former des opinions originales, les enfants deviennent des adultes qui sont ensuite soumis à des affirmations douteuses ou manifestement fausses pour le reste de leur vie.
- Pression économique : L'État et la classe politique utiliseront leur contrôle des finances et de l'économie pour imposer leurs idées, en restreignant les choix de ceux qui ne sont pas d'accord.